# سلطنة لاخناوتي
سلطنة لاخناوتي (بالبنغالية: লখনৌতির সালতানাত)‏ أو إمارة لاخناوتي هي سلطنة نشأت في البنغال بعد اعلان ناصر الدين بغرا خان استقلاله عن سلطنة دلهي في حوالي سنة 1287 واستمرت هذه السلطنة حتى استطاع غياث الدين تغلق ضم السلطنة لسلطنة دلهي.

## تاريخ
كان غياث الدين بلبن ألغ خان سلطان مماليك الهند (سلطنة دلهي) وقد كان ابنه ناصر الدين بغرا خان حاكما لولاية البنغال وقتها، في 1287 توفى السلطان غياث الدين ولكن بدلا من أن يتولى حكم سلطنة دلهي بعد والده اختار ناصر الدين بغرا الاستقلال بحكم البنغال. وحينها قام نجم الدين رئيس الوزراء بتعيين ابن ناصر الدين بغرا خان كيقباذ، سلطاناً لدلهي. 
حكم كيقباذ الغير كفؤ نشر الفوضى في دلهي. كيقباذ أصبح مجرد دمية في يد الوزير نجم الدين. ناصر الدين بغرا قرر إنهاء الفوضى في دلهي متقدمة مع جيش ضخم نحو دلهي. في نفس الوقت، نجم الدين أجبر كيقباذ للمضي قدما مع الجيش ضخم لمواجهة والده. التقى الجمعان على ضفاف نهر ساريو. لكن الأب والابن توصلوا إلى تفاهم بدلاً من مواجهة معركة دموية. كيقباذ اعترف باستقلال ناصر الدين بغرا عن دلهي وأيضا إزالة نجم الدين من منصب الوزير. ناصر الدين بغرا عاد إلى لاخناوتي.
بعد وفاة ابنه كيقباذ دخل بغرا خان في حالة حزن شديد وقرر عندها التنازل عن الحكم لولده ركن الدين كايكوس والذي قام بتقسيم مملكته إلى قسمين - بهار ولاخناوتي. عين اختيار الدين فيروز إتجين حاكم بيهار وشهاب الدين ظفر خان بهرام إتجين حاكم لاخناوتي. استولى ظفر خان إيتجين على مدينة ساتغاون في جنوب غرب البنغال. امتدت مملكته إلى بيهار في الغرب وديفكوت في الشمال وساتجون في الجنوب. وضع مملكة شاسعة تحت سيطرته. كما أقر سلطان دلهي علاء الدين خلجي هيمنة كايكوس المستقلة على البنغال.
بعد ركن الدين كايكوس اعتلى العرش شمس الدين فيروز شاه بعد أن عزز موقعه، وجه فيروز شاه انتباهه نحو توسيع مملكته. كانت إمارة لاخناوتي المسلمة مقصورة على بيهار وشمال وشمال غرب البنغال وحتى لاخنور في جنوب غرب البنغال. بدأ ركن الدين كايكوس بالفعل غزو الجزء الشرقي من البنغال، واكتملت المهمة في عهد فيروز شاه. ولكن في عهد فيروز شاه، تم ضم منطقة سونارغون (جنوب شرق البنغال) في المملكة الإسلامية. قام ببناء مصنع صك العملة في سونارغون حيث تم إصدار عدد كبير من العملات المعدنية. وبالمثل، فإن غزو ساتغاون، الذي بدأ في عهد كايكوس بقيادة الجنرال ظفر خان، اكتمل في عهد فيروز شاه. من نقش أثري بعهد فيروز، يُعلم أن ظفر خان بنى مدرسة تسمى دار الخيرات عام 1313 م. لا يُعرف سوى القليل عن غزوه لميمينسينغ. من المعروف فقط أن ابنه غیاث الدین بهادر شاه أصدر عملات معدنية من مصنع صك العملة في غياثبور، التي تم تحديدها بقرية تحمل الاسم نفسه، على بعد حوالي 24 كم من ميمينسينغ. في عهد فيروز شاه، قاد ابن أخيه اسكندر خان غازي حملة عسكرية مثمرة ضد راجا هندوسي يُدعى ماتوك في منطقة سونداربان. تم اكتشاف قطعة نقدية للسلطان فيروز في قرية تقع في أقصى جنوب مقاطعة شات خيرا. كان أهم حدث في عهد فيروز شاه هو فتح سيلهيت. حسب نقش غزا فيروز شاه سيلهيت عام 1303 م. ترتبط أسماء الولي الصوفي شاه جلال والقائد سيد ناصر الدين فيما يتعلق بفتح سيلهيت.
سيطر فيروز شاه على بيهار بحزم ضد سيطرة الخلجيين. يثبت ذلك نقشان من عهده، اكتُشِفا في بيهار. وهكذا امتدت إمارة لاخناوتي خلال فترة حكمه من نهري سون وغاغهرا على الأقل في الغرب إلى سيلهيت في الشرق ومن ديناجبور-رنكبور في الشمال إلى هوجلي تشوتشورا وسونداربان في الجنوب.

## نهاية السلطنة
بعد وفاة شمس الدين فيروز شاه، اعتلى العرش ابنه غياث الدين بهادر شاه عام 1322. أعلن غياث الدين تغلق، سلطان دلهي، الحرب ضده في عام 1324. بعد خسارته المعركة، تم القبض على بهادر شاه واقتيد إلى دلهي كسجين. وهكذا تحولت امارة لاخناوتي إلى مقاطعة تابعة لسلطنة دلهي.
في نفس العام، أطلق سراحه سلطان دلهي محمد تغلق، ابن وخليفة غياث الدين تغلق، وعينه ليحكم سونارغون كولاية تابعة لدلهي. أسس بهادر شاه مدينة جديدة باسم غياثبور، في موقع يقع على بعد 24 كيلومترًا جنوب غرب ميمينسينغ الحالية.
أعلن استقلاله مرة أخرى عام 1326 وأنشأ إمارة سونارغون. فأرسل السلطان محمد تغلق قائده بهرام خان لعزله. في المعركة، هُزم بهادر شاه وقتل في 1328. استعاد بهرام خان سونارغون لسلطنة دلهي وأصبح حاكم سونارغون.

## السلاطين
1. ناصر الدين بغرا خان	1287–1291
2. ركن الدين كايكوس 1291–1300
3. شمس الدين فيروز شاه 1300–1322
4. غیاث الدین بهادر شاه 1322–1324